# Acacia pyrifolia
Acacia pyrifolia — вид квіткових рослин з родини бобових. Ареал: Австралія (Західна Австралія).

## Середовище
Росте вздовж водотоків, на рівнинах і нижніх схилах і вздовж доріг — у піску, суглинній глині, алювіальному піску чи скелетних ґрунтах, часто над або навколо пісковику.

## Біоморфологічна характеристика
Кущ або дерево зазвичай досягає максимальної висоти 4,5 м і має гладку сіру кору на основному стеблі з більш жовтуватою корою на верхніх гілках. Він може мати відкриту, іноді щільну звичку. Голі гілочки часто вкриті дрібним білим порошкоподібним нальотом і мають остисті прилистки. Філодії від блакитно-сірого до сіро-зеленого кольору, зазвичай мають еліптичну або оберненояйцевидну або округлу форму, у довжину від 2,5 до 6 см і вшир від 1,5 до 4 см і мають помітну центральну жилку. Вид виробляє округлі жовті квіткові голови з квітня по серпень у рідному ареалі. Прості суцвіття розташовані вздовж китиці довжиною від 3 до 18 см з ефектними, сферичними квітковими головами, які щільно упаковані з 70–80 квітками яскравого золотистого кольору. Від неглибоко вигнутих до одноразово скручених стручки мають вузько видовжену форму і округлі над насінням. Тверді стручки мають довжину до 6 см і ширину від 8 до 15 мм і містять тьмяно-темно-коричневе насіння від широкоеліптичної до яйцеподібної форми.